# Polycynodon
Polycynodon — вимерлий рід тероцефалів пізньої пермі в ПАР. Відомий із зони скупчення цистецефалів. Типовий вид був вперше описаний як Octocynodon elegans південноафриканським палеонтологом Робертом Брумом у 1940 році, але назва Octocynodon була зайнята родом лабридних риб, вперше описаним у 1904 році. Разом з Джоном Т. Робінсоном Брум запровадив Polycynodon як заміну назви для O. elegans у 1948 році. Поліцинодон класифікується як Baurioidea, хоча його спорідненість з іншими бауріоїдними тероцефалами невідома.